# Dante Rigo
Dante Rigo (Tremelo, Bélgica, 11 de diciembre de 1998) es un futbolista belga. Juega como centrocampista y su equipo es el Grenoble Foot 38 de la Ligue 2.

## Clubes
| Club                      | País         | Año       |
| ------------------------- | ------------ | --------- |
| Jong PSV                  | Países Bajos | 2016-2017 |
| PSV Eindhoven             | Países Bajos | 2017-2022 |
| Sparta Rotterdam (cedido) | Países Bajos | 2019-2020 |
| ADO Den Haag (cedido)     | Países Bajos | 2020-2021 |
| K Beerschot VA            | Bélgica      | 2022-2023 |
| Grenoble Foot 38          | Francia      | 2023-     |

## Palmarés

### Títulos nacionales
| Título                        | Club          | País         | Año     |
| ----------------------------- | ------------- | ------------ | ------- |
| Supercopa de los Países Bajos | PSV Eindhoven | Países Bajos | 2016    |
| Eredivisie                    | PSV Eindhoven | Países Bajos | 2017-18 |
| Supercopa de los Países Bajos | PSV Eindhoven | Países Bajos | 2021    |